# مورتيمر تومسون
مورتيمر تومسون (بالإنجليزية: Mortimer Thomson)‏ هو صحفي أمريكي، ولد في 1832 في Riga, New York ‏ في الولايات المتحدة، وتوفي في 1875 في نيويورك في الولايات المتحدة.